# Tour du Benin
Il Tour du Benin è una corsa a tappe maschile di ciclismo su strada che si svolge in Benin. Dal 2022 è inserita nel calendario dell'UCI Africa Tour come evento di classe 2.2.

## Albo d'oro
Aggiornato al 2024
| Anno      | Vincitore           | Secondo           | Terzo             |
| --------- | ------------------- | ----------------- | ----------------- |
| 1992      | Inoussa Saka        |                   |                   |
| 1994      | Inoussa Saka        |                   |                   |
| 1996      | Inoussa Saka        |                   |                   |
| 1998      | Inoussa Saka        |                   |                   |
| 1999–2002 | Non disputato       | Non disputato     | Non disputato     |
| 2003      | Eric Ahouandjinou   |                   |                   |
| 2004      | Inoussa Saka        | Ibrahim Abdoulaye | Eric Ahouandjinou |
| 2005–13   | Non disputato       | Non disputato     | Non disputato     |
| 2014      | Jérémy Letué        | Stéphane Cognet   | Sébastien Leday   |
| 2015      | Mathias Sorgho      | Jérémy Letué      | Malick Thiam      |
| 2016      | Mathias Sorgho      | Abou Sanogo       | Noufou Minoungou  |
| 2017      | Abdoul Aziz Nikiéma | Mathias Sorgho    | Harouna Ilboudo   |
| 2018      | Salif Yerbanga      | Seydou Bamogo     | Salfo Bikienga    |
| 2019      | Non disputato       | Non disputato     | Non disputato     |
| 2020      | Non disputato       | Non disputato     | Non disputato     |
| 2021      | Paul Daumont        | Souleymane Koné   | Harouna Ilboudo   |
| 2022      | Marcel Peschges     | Jarri Stravers    | Adil El Arbaoui   |
| 2023      | Achraf Ed-Doghmy    | Yacine Hamza      | Clovis Kamzong    |
| 2024      | Achraf Ed-Doghmy    | Azzedine Lagab    | Yoel Habteab      |